# 伊加拉廷加
伊加拉廷加是巴西米纳斯吉拉斯州的一个市镇。总面积219.318平方公里，总人口8477人，人口密度38.7人/平方公里。